# Lena Oberdorf
Pour les articles homonymes, voir Oberdorf.
Lena Oberdorf, née le 19 décembre 2001 à Gevelsberg, est une footballeuse internationale allemande évoluant au poste de milieu de terrain avec le Bayern Munich.

## Biographie

### En club
Lena Oberdorf commence le football au TuS Ennepetal, puis chez les U-13 au TSG Sprockhövel. En novembre 2017, elle signe un contrat de trois ans au club de première division, SGS Essen valable à partir de la saison 2018-2019. Elle fait ses débuts pour Essen le 9 septembre 2018 dans un match de Coupe d'Allemagne où elle marque deux buts. Le 15 septembre, elle joue son premier match de Bundesliga contre Duisbourg et marquera également deux buts.
Le 10 juin 2020, elle s'engage pour trois saisons à partir de l'été 2020 en faveur de VfL Wolfsburg .
Le 1er juillet 2024, elle s'engage pour quatre saisons à partir de l'été 2024 en faveur du Bayern Munich .

### En équipe nationale
Le 28 octobre 2014, à l'âge de douze ans, elle fait ses débuts internationaux avec l'équipe d'Allemagne U-15, en rentrant en cours de partie contre l'Écosse. Deux jours plus tard, toujours contre l'Écosse, elle marquera son premier but. En juillet 2016, elle joue avec l'équipe U-16 à la Nordic Cup et sera finaliste de ce tournoi. Dans la même année, elle sera la plus jeune joueuse dans l'équipe d'Allemagne U-17 à la Coupe du monde féminine des moins de 17 ans en Jordanie, malgré son but contre l'Espagne, son parcours s'arrête en quart de finale (défaite 2-1).
En 2017, elle participe au Championnat d'Europe féminin de football des moins de 17 ans 2017 qu'elle remporte contre l'Espagne aux tirs au but, marquant le premier pénalty. Après le tournoi, elle est désignée Golden Player par l'UEFA .
De septembre 2017 à avril 2018, elle joue avec l'équipe U-19, en été 2018, elle participe, toujours en étant la plus jeune joueuse de son équipe, à la Coupe du monde féminine de football des moins de 20 ans 2018 en France, où l'Allemagne sera éliminée en quart de finale par les futures championnes du Monde, le Japon.
En décembre 2018, elle est appelée dans l'Équipe d'Allemagne féminine de football pour un stage . Le 6 avril 2019, elle fait ses débuts avec l'équipe d'Allemagne contre la Suède, avec 17 ans et 109 jours, elle est la 8e plus jeune joueuse pour l'équipe d'Allemagne. Elle fait partie de l'équipe pour la Coupe du monde féminine de football 2019 en France.

## Palmarès

### En club
VfL Wolfsburg
- Championne d'Allemagne
  - Champion : 2020, 2022
- Coupe d'Allemagne féminine de football
  - Vainqueur : 2020, 2021, 2022 et 2023

### Sélection
- Équipe du Allemagne
  - Championnat d'Europe
    - Finaliste : 2022

### Individuel
- Membre de l'équipe-type du Championnat d'Europe en 2022